# Centro Industrial do Subaé
O Centro Industrial do Subaé é o principal centro industrial da Região Metropolitana de Feira de Santana, na Bahia, além de ser também o bairro dos municípios de Feira de Santana e São Gonçalo dos Campos que abrange toda a área deste Centro Industrial. O CIS é uma autarquia do governo do Estado da Bahia criado pela Lei nº 4.167 de 7 de novembro de 1983.
O Centro abrange uma área que segue desde o sul do município de Feira de Santana até o norte do município de São Gonçalo dos Campos. As empresas que se instalam no Centro são atraídas pelo incentivo fiscal, que pode chegar até a 90% a depender da quantidade de empregos gerados e dos programas sociais que a empresa patrocina.
O CIS é considerado um três maiores centros industriais da Bahia, atrás apenas do Polo de Camaçari e o Centro Industrial de Aratu.
Entre os destaques do centro está a implantação de um campus industrial da empresa coreana Digitmedia , especializada na área de tecnologia da informação.
Também está prevista a implantação da expansão do CIS em outro parque industrial, que contemplará o município de Santa Bárbara e que será denominada CIS Norte por ficar localizada no trecho da BR-116 entre os municípios de Feira de Santana e Serrinha, enquanto o parque industrial antigo poderá ser denominado CIS Sul.